# Delia martini
Delia martini är en tvåvingeart som beskrevs av Griffiths 1993. Delia martini ingår i släktet Delia och familjen blomsterflugor.
Artens utbredningsområde är Finland. Inga underarter finns listade i Catalogue of Life.